# Norrmejerier
Norrmejerier (formelt Norrmejerier Ekonomisk förening) er et svensk mejerikooperativ med hovedkvarter i Umeå, Västerbottens län.
I 2023 havde de 413 ansatte og omsatte for ca. 2,2 mia. svenske kroner. Samme år havde Norrmejerier 350 ejere, hvoraf 275 var aktive mælkebønder.
Norrmejerier blev etableret i 1971 ved en fusion mellem Västerbottens södra mejeriförening, Skellefteortens mejeriförening og Lappmarkens mejeriförening. I 1991 fusionerede de med Norrbottens läns producentförening.
Norrmejerier producerer bl.a. Västerbottensost, Gainomax og Verum hälsofil.